# Emmy Internacional 1985
A 13th Annual International Emmy Awards ou 13º Edição Anual dos Prêmios Emmy Internacional aconteceu em 25 de novembro de 1985, em Nova York, Estados Unidos.

## Cerimônia
O Reino Unido arrebatou quatro das cinco categorias durante a 13º edição dos prêmios Emmy Internacional apresentados em 25 de novembro na cidade de Nova York. Os vencedores foram selecionados entre 166 programas inscritos de 22 países. A cerimônia de premiação foi organizada pelo Conselho Internacional da Academia Nacional de Artes e Ciências Televisivas.
O filme alemão indicado a seis Oscars O Barco: Inferno no Mar, foi a única produção não-britânica premiada nesta edição, com o Emmy de melhor drama.
28 Up venceu na categoria melhor documentário, e Omnibus: The Treble na categoria performance artística.
Durante a cerimônia de premiação, o renomado produtor David Attenborough e o presidente da rede ABC Leonard Goldenson foram homenageados com os prêmios Founder Award e Directorate Award respectivamente.

## Vencedores
| Drama                                         |
| --------------------------------------------- |
| O Barco: Inferno no Mar - (Wolfgang Petersen) |
| Documentário                                  |
| 28 Up - (Granada Television)                  |
| Performance Artística                         |
| Omnibus: The Treble - (BBC)                   |
| Arte Popular                                  |
| Spitting Image - (ITV)                        |
| Programa Infanto Juvenil                      |
| Super Gran - (ITV)                            |